# Чорнокондратенко Вадим Дмитрович
Вади́м Дми́трович Чорнокондра́тенко (нар. 26 листопада 1956, Кременчук) — український музикант, керівник ансамблю народних інструментів «Дивограй» Національної філармонії України. Заслужений артист України (2013).

## Життєпис
Закінчив Полтавське музичне училище імені М. В. Лисенка і Київську консерваторію (1975—1981).
1988 року разом з Євгеном Чорнокондратенком створив ансамбль народних інструментів «Дивограй».
З 2000 року є керівником цього ансамблю і залишається його солістом. Він віртуозно володіє багатьма інструментами: грає на кобзі, балалайці, ударних і духових інструментах (сопілка, зозулька, дводенцівка), на губній гармоніці.
Разом з ансамблем гастролював у Росії, Данії, Швейцарії, Польщі, Швеції, США.
27 листопада 2016 року відбувся ювілейний вечір в Національній філармонії України з нагоди його 60-річчя.

## Родина
Його дружина Ніна Чорнокондратенко також виступає в ансамблі «Дивограй», в якому, крім гри на домрі, виконує партії сопілки й ударних.
Донька Ольга Чорнокондратенко — скрипалька, також виступає з батьками в ансамблі «Дивограй».